# Enoplus velatus
Enoplus velatus is een rondwormensoort uit de familie van de Enoplidae.